# Stephan Schambach
Stephan Schambach (* 1. August 1970 in Erfurt) ist ein deutscher Unternehmer und Pionier des E-Commerce. Er entwickelte 1995 die erste Standardsoftware für den Online-Handel und gründete die Firmen Intershop Communications, Demandware und NewStore.
Schambach wuchs in der DDR auf, wo er die Polytechnische Oberschule absolvierte. Mit der Wende und der folgenden Währungsunion brach Stephan Schambach seine Ausbildung zum Labortechniker für Physik ab und wurde Mitgesellschafter der Hard & Soft Stanja KG in Jena. 1992 gründete er die NetConsult Computersysteme GmbH. Hier vollzog sich der Wechsel vom IT-Dienstleister mit Hardwareverkauf zu einem Softwareanbieter. Nach der ersten Eigenentwicklung „Archiv 2000“ stellte die Firma 1995 die E-Commerce Software „Intershop Online“ vor. Für die Weiterentwicklung und die internationale Vermarktung der Software erhielt NetConsult Risikokapital. Mehrere Finanzierungsrunden ermöglichten ein Wachstum auf mehrere hundert Mitarbeiter weltweit.
Schambach errichtete 1996 in Burlingame bei San Francisco den ersten US-Standort des Unternehmens. Im Zuge des geplanten Börsenganges wurden vom mittlerweile in Intershop Communications umbenannten Anbieter die Namensrechte für die Software von der schweizerischen Intershop AG erworben. 1998 erfolgte der Börsengang am Neuen Markt und 2000 an der US-Technologiebörse NASDAQ.
Schambach gab 2003 den Vorstandsvorsitz ab. 2004 gründete er die Firma Demandware Inc. in den USA, die E-Commerce erstmals als Cloud Service anbot. Demandware wurde 2012 an der US-Börse NYSE (New York Stock Exchange) gelistet.

## Aktuell
Im Jahr 2015 gründete Stephan Schambach NewStore, Inc.  und arbeitet seitdem mit einem internationalen Team an der ersten Mobile Commerce Plattform für Händler und Markenanbieter.
Schambach ist auch als Investor und Aufsichtsrat bei verschiedenen E-Commerce Start-ups beteiligt und hält als Aufsichtsratsvorsitzender eine wesentliche Beteiligung an dem Elektromobilitätsunternehmen Torqeedo.
Neben seiner Tätigkeit als Unternehmer engagiert sich Schambach für die Verbesserung der Rahmenbedingungen für Start-ups und Wachstumsunternehmen in Deutschland. Dazu zählt etwa die Verbesserungen der Finanzierungs- und Exitmöglichkeiten. Weiterhin ist er zusammen mit der Intershop Stiftung einer der Hauptsponsoren der E-Commerce Professur an der Fachhochschule Jena. Für seinen Beitrag zum Aufbau der Softwareindustrie in Thüringen erhielt er im Jahre 2000 das Landesverdienstkreuz.
Schambach ist Großspender der CDU und der FDP.